# Malecón
O Malecón, oficialmente Avenida de Maceo, é uma ampla esplanada, estrada e paredão que se estende por 8km ao longo da costa em Havana, capital de Cuba. Batizada em homenagem ao herói nacional Antonio Maceo, foi construído para proteger Havana do mar, em particular das frentes frias que chicoteavam as ondas contra as fachadas dos edifícios de San Lazaro. Estende-se da costa da capital à foz do Porto de Havana em Havana Velha, ao longo do lado norte do bairro Centro Habana e do bairro Vedado, terminando na foz dos Almendares.

## História

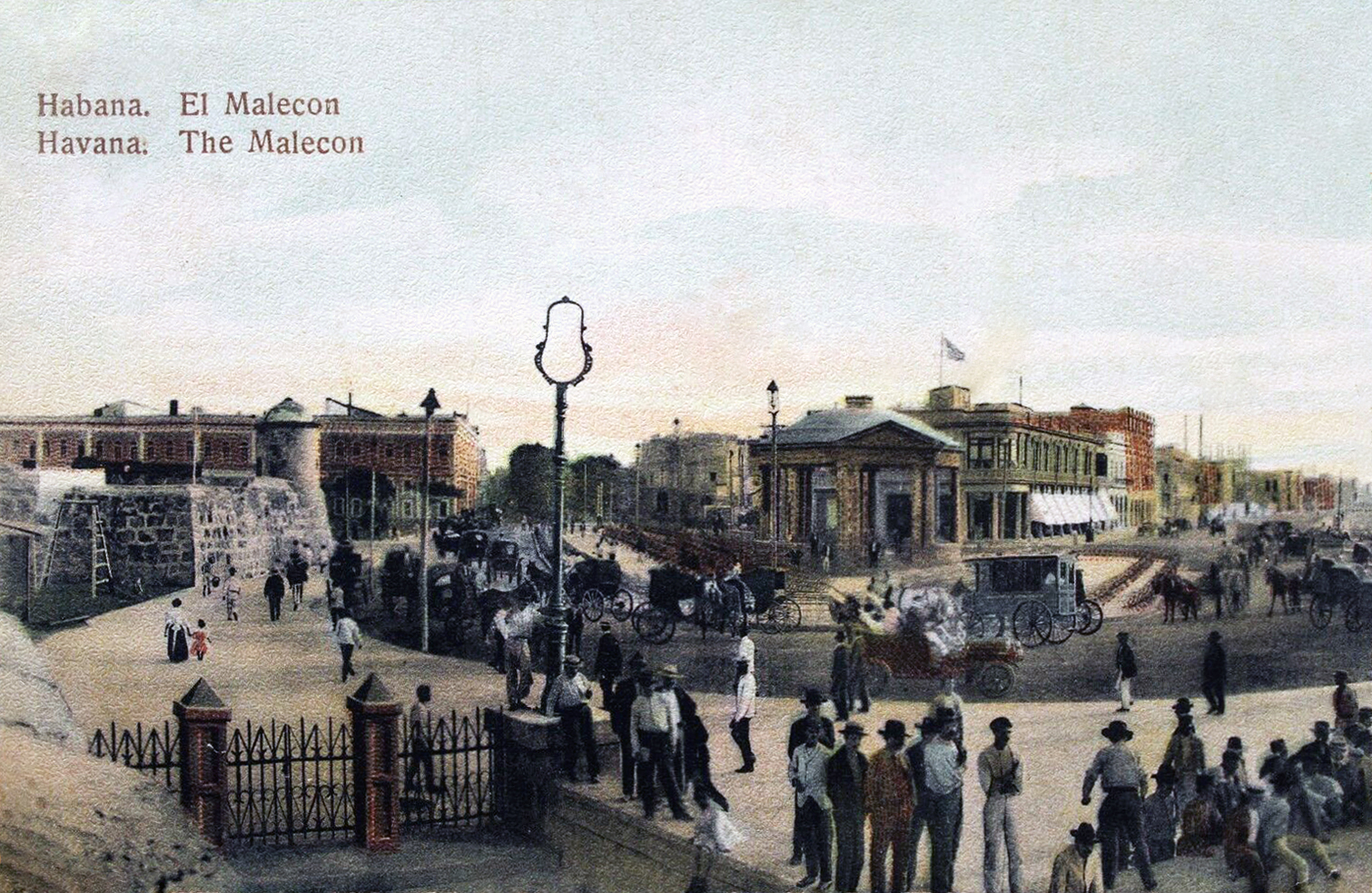
El Malecón em 1905.

A construção do Malecón começou em 1901, durante o Governo Militar dos Estados Unidos em Cuba e foi concluída no final de 1958. A duração total da obra foi de 58 anos e 38 dias, sendo concluído em sete partes, em etapas, com uma extensão total de 7,3 quilômetros. O principal objetivo da construção do Malecón era proteger Havana do mar, e a velocidade do progresso do projeto foi determinada pela flutuação da economia cubana.
Para comemorar a construção do primeiro trecho de 500m do Malecón, o governo americano construiu uma rotatória no cruzamento do Paseo del Prado. Segundo arquitetos da época, foi a primeira rotatória em Cuba a ser construída com concreto reforçado com aço. Bandas tocavam melodias cubanas lá todos os domingos. O Hotel Miramar foi construído em frente à rotatória. Foi o primeiro hotel em Cuba onde os garçons usavam smokings (jaquetas de jantar) e coletes com botões dourados, e foi muito elegante durante os primeiros 15 anos da independência. Hoje, o hotel Royalton Habana está localizado neste local.
Os governos cubanos subsequentes continuaram a extensão da primeira seção do Malecón. Em 1923, chegou às ruas K e L de El Vedado, onde foi construída a Embaixada dos Estados Unidos, perto do Parque Esportivo José Martí e, mais longe, à foz do rio Almendares. Em 1957 e 1958, a estrada serviu como sede do Grande Prêmio de Cuba.

### Estágios de conclusão

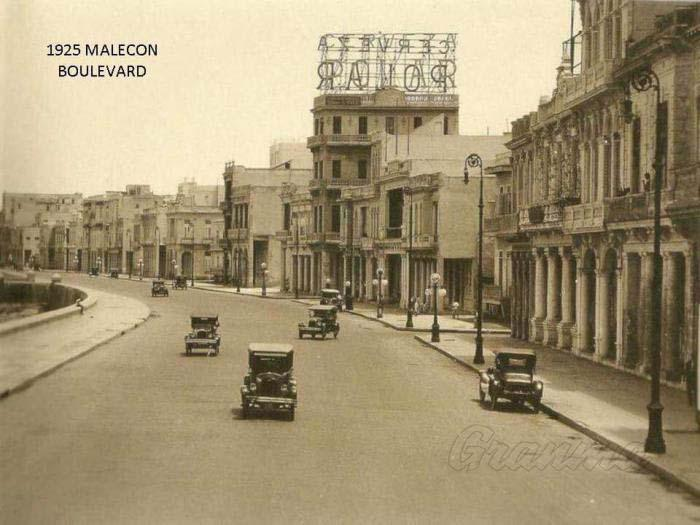
El Malecón em 1925.

- Em 1901 e 1902, do Paseo del Prado até a Calle Crespo;
- Entre 1902 e 1921 até o Monumento às Vítimas do USS <i>Maine</i>;
- Entre 1927 e 1930, foi realizada a extensão das margens da entrada da baía;
- Até 1930 de La Piragua até a Avenida de los Presidentes (calle G);
- Entre 1948 e 1952 até à foz do Rio Almendares.

### Hoje
O Malecón continua a ser popular entre os cubanos. Também fornece uma fonte de alimento para famílias mais pobres que pescam lá à noite. Além disso, é usado para prostituição em Cuba, com mulheres e homens prestando serviços sexuais a turistas (jineteros). Embora as casas que ladeiam o Malecón estejam na sua maioria em ruínas, o Malecón continua a ser um dos destinos mais espectaculares e populares de Havana.

## Pontos de interesse
Há vários monumentos importantes ao longo do Malecón, incluindo aqueles dos Generais Máximo Gomez e Antonio Maceo, e o Monumento às Vítimas do USS <i id="mwaA">Maine</i>. O monumento ao General Calixto García foi removido posteriormente.
No cruzamento da Rua 23, o Malecón marca o extremo nordeste da seção La Rampa da Rua 23, El Vedado. Na Plaza de la Dignidad está uma estátua de José Martí e em frente à Embaixada dos Estados Unidos, a Plataforma Anti-Imperialista José Martí. Edifícios significativos incluem o Castillo de la Real Fuerza, o Castillo de San Salvador de la Punta, o Malecón 17 (Las Cariátides) e o Hotel Nacional. Vários edifícios, monumentos e características geográficas faziam parte do Bairro de San Lázaro, incluindo o Torreón de San Lázaro, La Casa de Beneficencia, Hospital de San Lázaro, o Cemitério Espada, a Casa de Dementes de San Dionisio, a Pedreira de San Lázaro, a Batería de la Reina, a Bateria de Santa Clara e o Morro de Taganana, entre outros.

## Na cultura popular
O Malecón serviu de inspiração para vários nomes de coquetéis, incluindo o "coquetel Malecón" de John Escalante, que pode ser rastreado até seu guia de coquetéis cubanos de 1915, Manual del Cantinero.

## Galeria

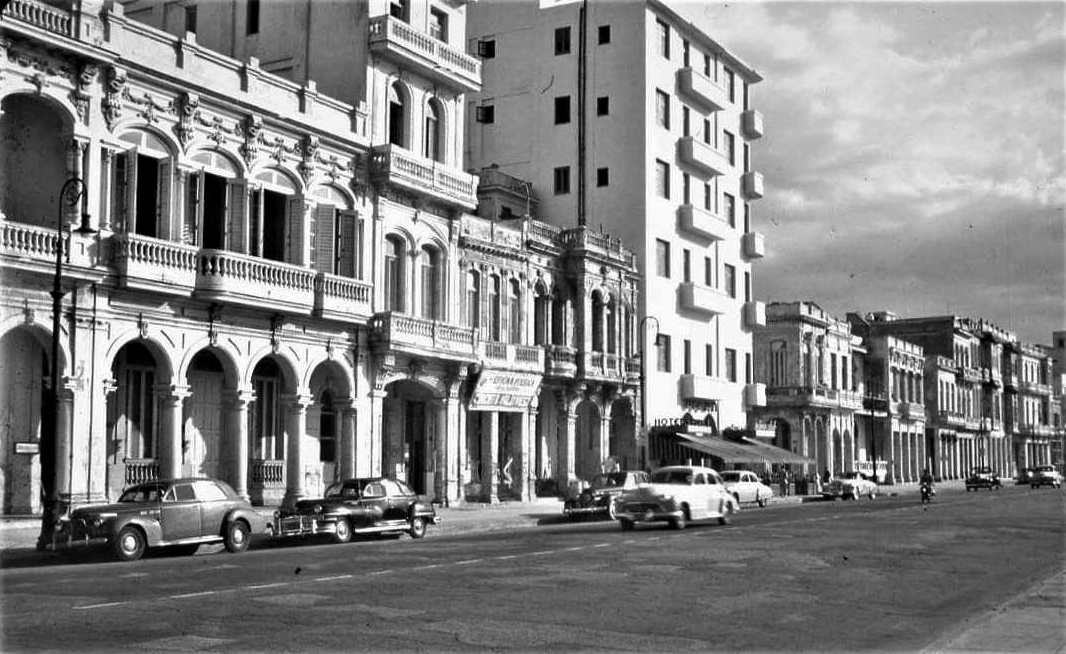
O Malecón entre Carcel y Genios, c. 1955.
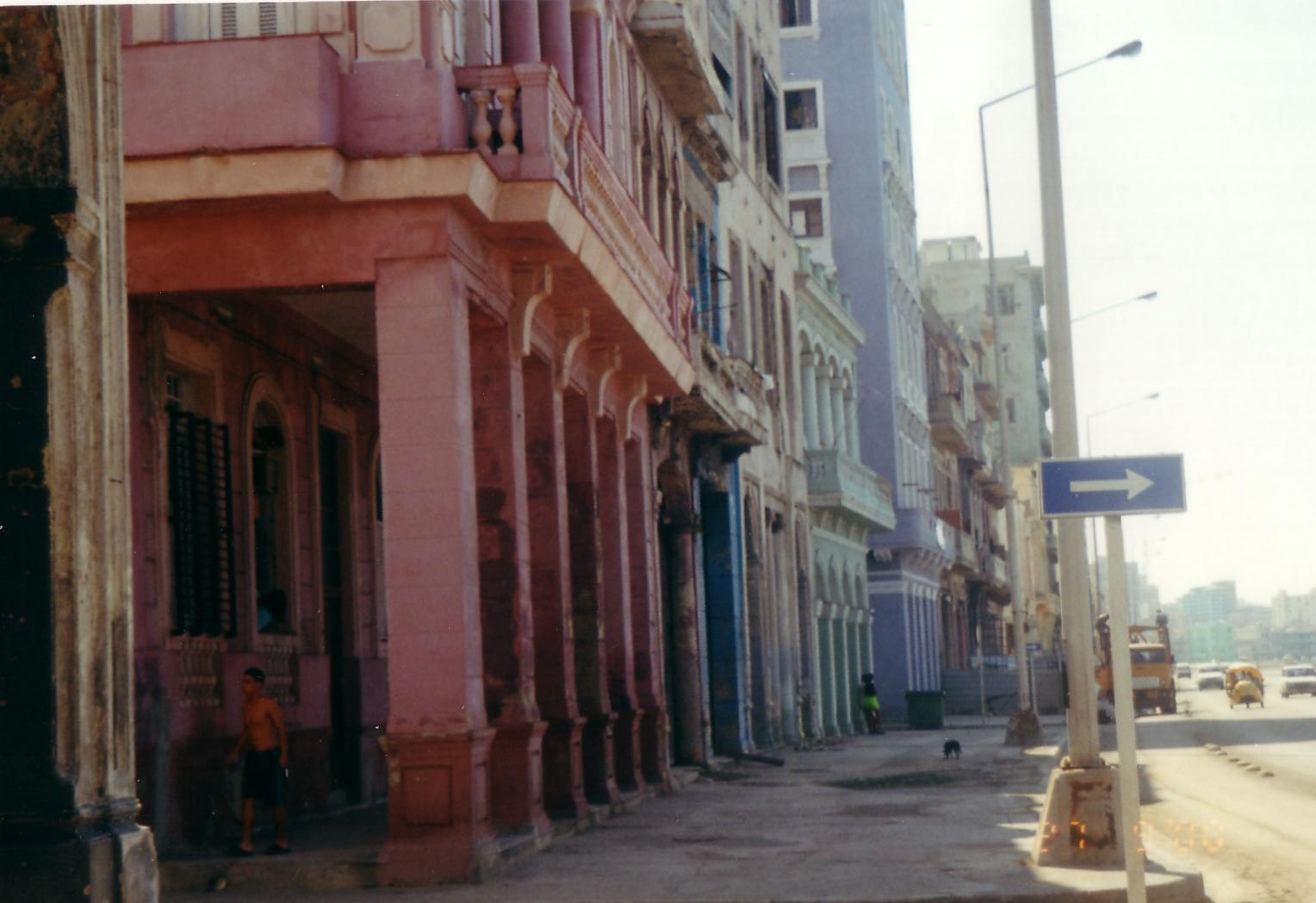
Residências ao longo do Malecón.
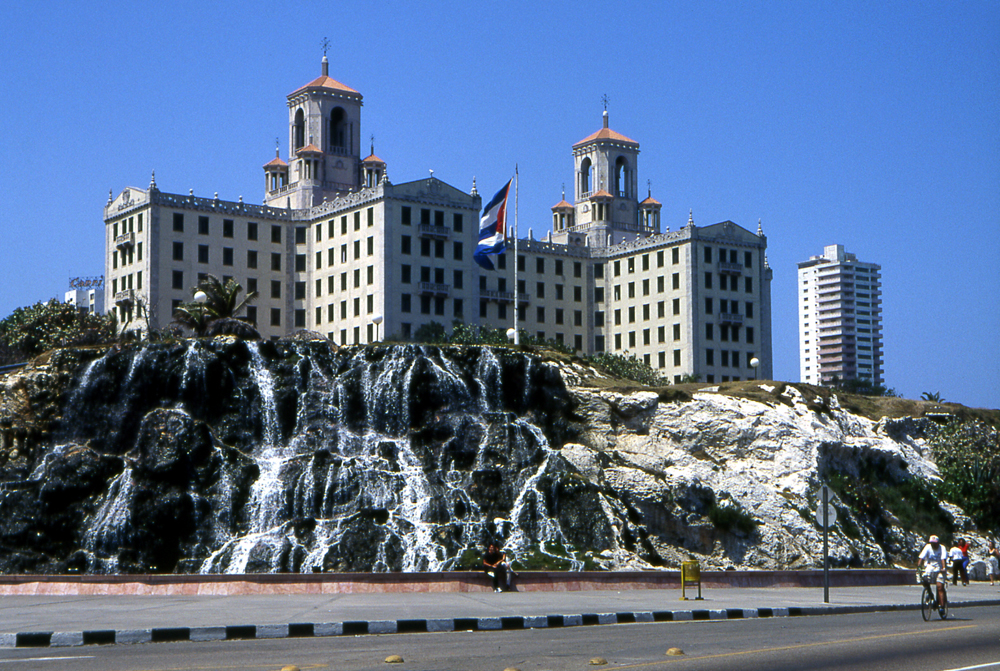
O Hotel Nacional de Cuba com vista para o Malecón.
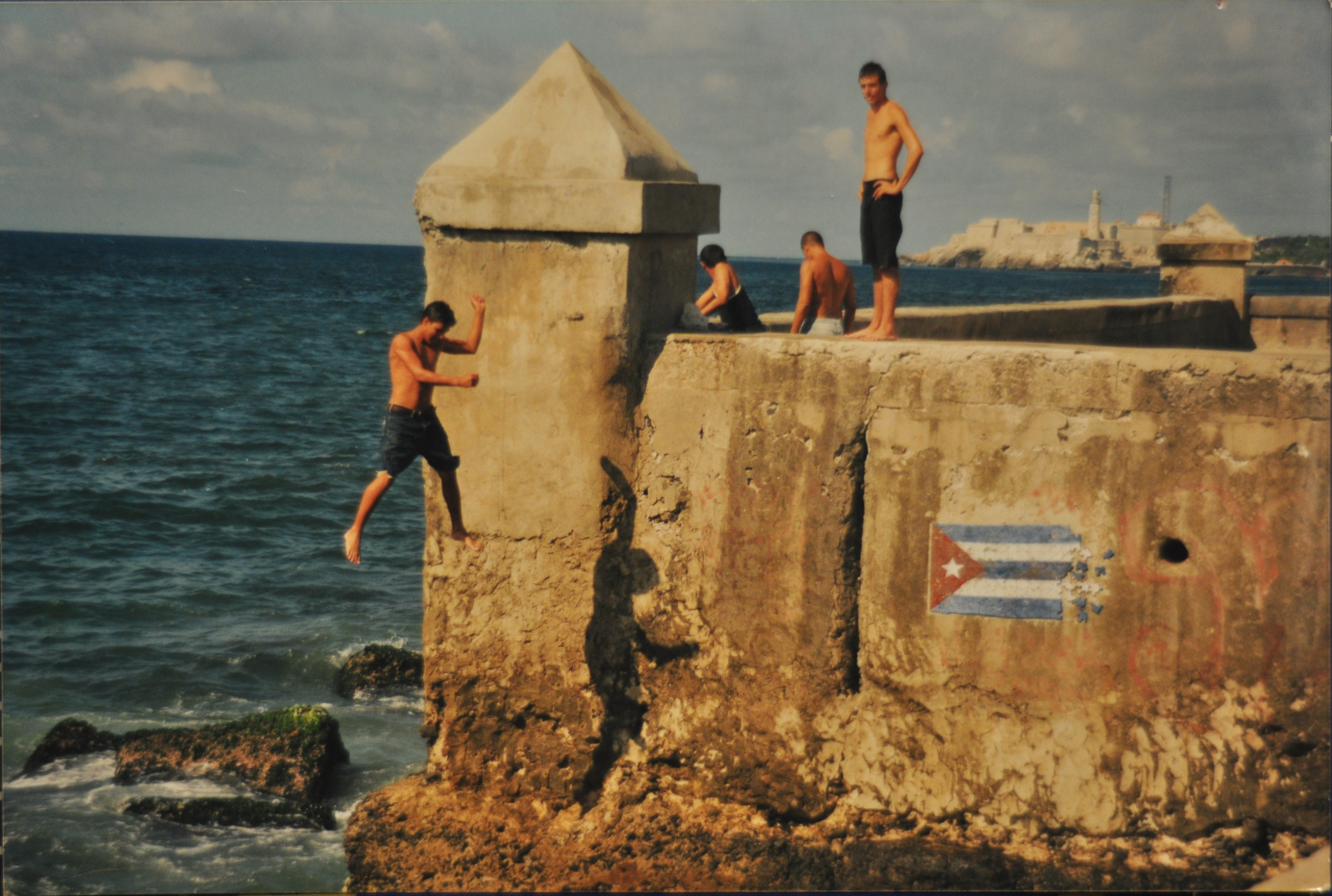
Saltando do Malecón com o Castelo do Morro ao fundo.
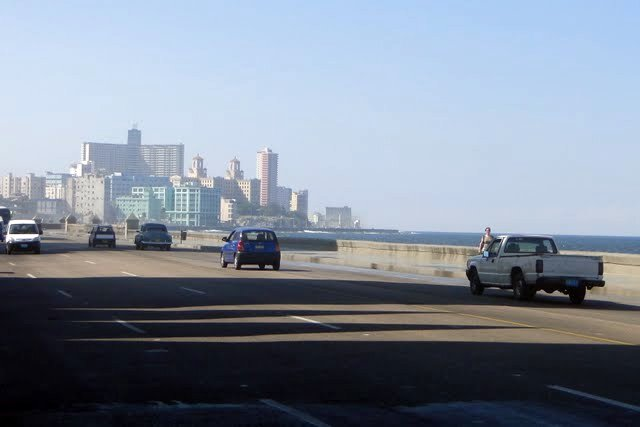
Tráfego no Malecón.
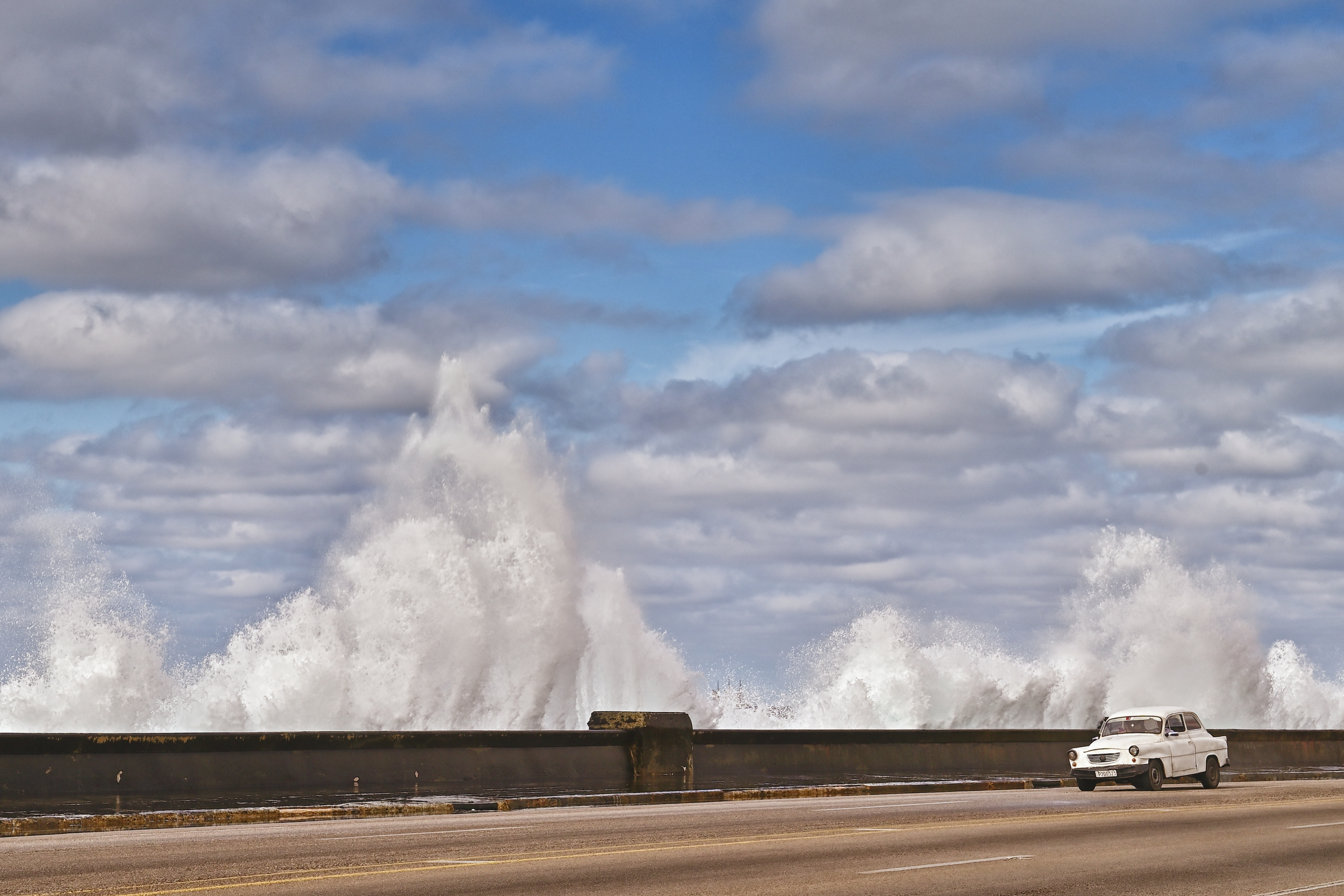
Quebra-mar no Malecón.